# نوي فرناندو غارزا فلوريس
نوي فرناندو غارزا فلوريس (بالإسبانية: Noé Fernando Garza Flores)‏ هو سياسي مكسيكي، ولد في 31 مايو 1948 في كواويلا في المكسيك. حزبياً، نشط في الحزب الثوري المؤسساتي. وقد انتخب عضو مجلس النواب المكسيك.